# Губеша
Губеша је мало ненасељено острво у хрватском делу Јадранског мора.
Налази се између острва Корчула и југоисточног дела острвца Звириновик од којег је удаљен око 0,5 км. Површина острва износи 0,012 км². Дужина обалске линије је 0,39 км..